# Polski Skarb Wojskowy
Polski Skarb Wojskowy – polska organizacja niepodległościowa powołana 25 sierpnia 1912 w Zakopanem na tzw. zjeździe irredentystów polskich (zwolenników walki czynnej).
Powstała z inicjatywy Józefa Piłsudskiego, na czele organizacji stanął polityk PPS Bolesław Limanowski.
W założeniu miał się zająć gromadzeniem funduszy na działalność polskich organizacji paramilitarnych w Galicji (Związek Strzelecki "Strzelec", Polskie Drużyny Strzeleckie, Drużyny Bartoszowe). W razie wybuchu wojny fundusze te miały być później użyte dla stworzenia kadr wojska polskiego.
W grudniu 1912 podporządkował się Wydziałowi Wojskowemu Komisji Tymczasowej Skonfederowanych Stronnictw Niepodległościowych.